# Zeusia
Zeusia is een geslacht van weekdieren uit de klasse van de Gastropoda (slakken).

## Soorten
- Zeusia herculea (Bergh, 1894)
- Zeusia hyperborea Korshunova, Zimina & Martynov, 2017

### Taxon inquirendum
- Zeusia grandis (Volodchenko, 1941)